# Pseudouroctonus chicano
Espèce
Synonymes
- Uroctonus chicano Gertsch & Soleglad, 1972

Pseudouroctonus chicano est une espèce de scorpions de la famille des Vaejovidae.

## Distribution
Cette espèce est endémique du Chihuahua au Mexique.

## Description
La femelle holotype mesure 18,6 mm.

## Systématique et taxinomie
Cette espèce a été décrite sous le protonyme Uroctonus chicano par Gertsch et Soleglad en 1972. Elle est placée dans le genre Vaejovis par Stahnke en 1974 puis dans le genre Pseudouroctonus par Stockwell en 1992.

## Publication originale
- Gertsch & Soleglad, 1972 : « Studies of North American scorpions of the genera Uroctonus and Vejovis. » Bulletin of the American Museum of Natural History, no 148, p. 549–608 (texte intégral).